# Stuhlinger-Medaille
Die Stuhlinger-Medaille (offizieller Name „Ernst Stuhlinger Medal for Outstanding Achievement in Electric Propulsion“) ist die höchste Auszeichnung auf dem Gebiet der elektrischen Raumfahrtantriebe. Sie wird von der Electric Rocket Propulsion Society (ERPS) an Personen verliehen, die herausragende Beiträge zur Forschung und Entwicklung elektrischer Raumfahrtantriebe geleistet haben.
Die Stuhlinger-Medaille wurde 2005 von der ERPS gestiftet als „Medal for Outstanding Achievement in Electric Propulsion“ und nach dem Tod ihres ersten Empfängers Ernst Stuhlinger im Jahr 2008 nach diesem umbenannt. Sie wird in der Regel alle zwei Jahre auf der wichtigsten Konferenz der ERPS, der International Electric Propulsion Conference (IEPC) verliehen.

## Preisträger

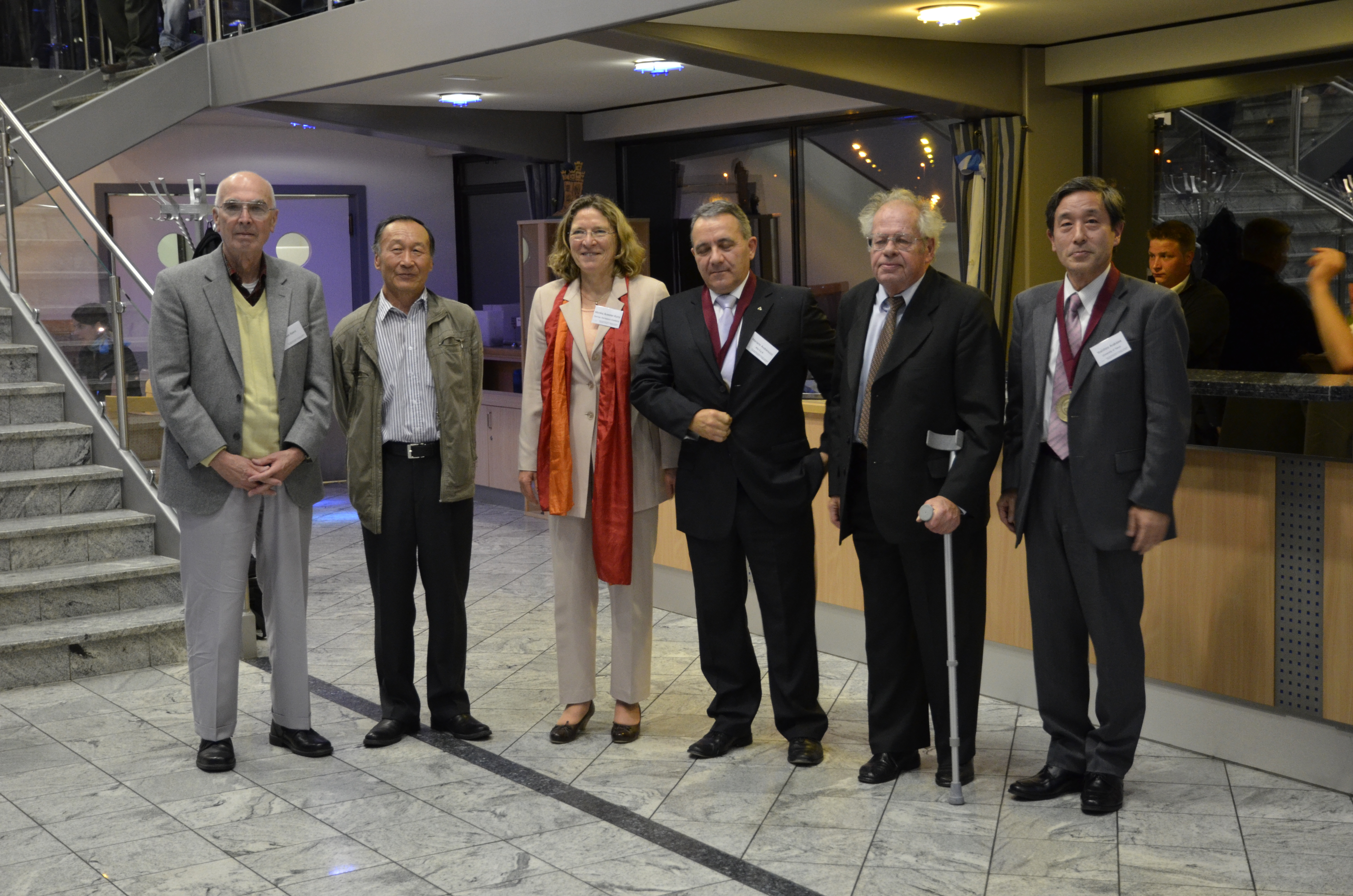
Preisträger der Stuhlinger-Medaille 2011 und frühere Preisträger bei der Verleihungszeremonie 2011

| Preisträger             | Herkunftsland                  | Jahr der Verleihung |
| ----------------------- | ------------------------------ | ------------------- |
| Mariano Andrenucci †    | Italien                        | 2011                |
| Yoshihiro Arakawa       | Japan                          | 2011                |
| Monika Auweter-Kurtz    | Deutschland                    | 2009                |
| John R. Brophy          | Vereinigte Staaten             | 2015                |
| David „Dave“ C. Byers † | Vereinigte Staaten             | 2007                |
| Alec D. Gallimore       | Vereinigte Staaten             | 2022                |
| Dan M. Goebel           | Vereinigte Staaten             | 2022                |
| Vlad Hruby              | Vereinigte Staaten             | 2024                |
| Robert G. Jahn †        | Vereinigte Staaten             | 2005                |
| Harold R. Kaufman †     | Vereinigte Staaten             | 2005                |
| Vladimir Kim            | Russland                       | 2007                |
| Hitoshi Kuninaka        | Japan                          | 2013                |
| Kyoichi Kuriki          | Japan                          | 2005                |
| Horst Löb †             | Deutschland                    | 2005                |
| Alexei I. Morozov       | Russland                       | 2005                |
| Roger M. Myers          | Vereinigte Staaten             | 2017                |
| Garri A. Popov          | Russland                       | 2019                |
| Ernst Stuhlinger †      | Deutschland Vereinigte Staaten | 2005                |
| Paul J. Wilbur †        | Vereinigte Staaten             | 2007                |
| Askold V. Zharinov      | Russland                       | 2011                |